# Сосни (картина)
Сосни  (фр. Les Pins) — картина, яку створив французький художник Жан Руперт.

## Сторінки життєпису художника
Походив з бідної родини, де не було художників. Систематичної художньої освіти не здобув, був автодидактом. Аби хоч якось покращити власний матеріальний стан, став вояком і брав участь як солдат у війні 1914—1918 рр. Під час війни створив декілька швидких малюнків, де реалістично та безкомпромісно відтворив трагічні події світової війни. Малюнки не мали патріотичного забарвлення і стали зразками мистецтва антивоєнного та антибуржуазного спрямування.

## Опис твору
Як художник розумів, що потрібні й інші твори, окрім антивоєнних. Перейшов в повоєнні роки у галузь декоративно-ужиткового мистецтра та створення невеликих скульптур, різав з дерева. Займався й живописом. До пейзажних картин художника і належить твір «Сосни», створений під впливом творів японського мистецтва з багатою гамою дещо тьмяних, перехідних відтінків.
Пейзаж із соснами роботи Жана Руперта — помітно антиакадемічний і драматичний за настроєм. Художник подав п'ять дерев, що роками протистояли буревіям і тому чудернацькі зігнути. Саме такі, чудернацькі зігнуті дерева кохали і японські художники, де часті буревії шкодять рослинам і деревам та надають останнім незвичного вигляду. В Китаї і Японії пройшла навіть естетизація пошкоджених і покручених буревіями дерев. Так, пошкоджене буревіями листя дикого банана стало уособленням зраненої розлукою чи втратами душі поета, вірного друга, що тужить за приємним минулим. Покручені буревіями сосни — персонажі багатьох гравюр укійо-е.
В картині «Сосни» теж присутня естетизація чудернацькі зігнутих дерев, але у західноєвропейського художника. Вона підсилена незвичною колористичною гамою, що лише добре спрацювало на виразнісь пейзажної композиції.